# Johann Camman

Johann Camman d. J. (1584–1649)

Johann Camman d. J., auch Cammann (* 1. Januar 1584 in Braunschweig; † 21. März 1649 ebenda) war deutscher Jurist, Syndikus der Stadt Braunschweig und Büchersammler.

## Leben und Werk
Er war der Sohn des aus einer angesehenen Braunschweiger Familie stammenden Advokaten Johann Camman d. Ä. († 1621). Nach Abschluss seines 1605 begonnenen Jurastudiums an den Universitäten Helmstedt, Wittenberg, Jena, Rostock, Gießen, Köln, Heidelberg und Tübingen veröffentlichte er 1612 eine Sammlung von 12 Disputationen mit dem Titel „Collegium Politico-Juridicum“. Im selben Jahr wurde er Verwaltungsbeamter in seiner Heimatstadt. Infolge der innerstädtischen Unruhen in den Jahren 1613 bis 1615 zog Camman zeitweise nach Lüneburg und kehrte 1615 nach Braunschweig zurück. Er heiratete 1617 die Hamburger Kaufmannstochter Dorothea vom Sode († 1647). Im Jahre 1619 erhielt er in Gießen die Doktorwürde. Im Dienst der Stadt Braunschweig wurde er 1621 „Advocatus fisci“, im Jahre 1624 Syndikus und schließlich 1625 Obersyndikus, was er bis zu seinem Tode blieb. Seine Amtszeit an der Spitze der städtischen Verwaltung war begleitet von andauernden juristischen Streitigkeiten zwischen Stadt und welfischen Landesherren sowie den Gefahren des Dreißigjährigen Krieges.

### Gelehrter und Büchersammler
Camman war sehr vielseitig interessiert. Neben seiner Verwaltungstätigkeit befasste er sich mit Geistes- und Naturwissenschaften sowie alten und modernen Sprachen. So las er den Koran und das Alte Testament in den Originalsprachen. Er hatte Kontakt zu Gelehrten wie beispielsweise dem am Wolfenbütteler Hof wirkenden Sprachforscher Schottelius.
Camman trug über Jahrzehnte hinweg eine umfangreiche Büchersammlung zusammen, die heute als die größte geschlossen erhaltene Privatbibliothek des 17. Jahrhunderts in Norddeutschland gilt. Zwischen 1628 und 1630 katalogisierte Camman die Bände in den fünf Hauptgruppen Philologica, Historica, Medica, Theologica und Juridica.
Camman starb kinderlos im Jahre 1649 und wurde in der Braunschweiger Martinikirche bestattet, wo sein Epitaph erhalten ist. Seine Bibliothek blieb bis zur Mitte des 18. Jahrhunderts in Familienbesitz und ging dann in städtisches Eigentum über. Stadtbeschreibungen des 18. und 19. Jahrhunderts nannten die Sammlung als Sehenswürdigkeit. Die heute erhaltenen 9.557 Titel in 3.732 Bänden bildeten den Grundstock der 1861 gegründeten Braunschweiger Stadtbibliothek.
Nach ihm ist die Cammannstraße in Braunschweig benannt.